# Meilenstein (Gleina)
Der Meilenstein von Gleina ist ein denkmalgeschützter Meilenstein auf dem Gebiet des Ortsteiles Gleina der Gemeinde Elsteraue in Sachsen-Anhalt. Im örtlichen Denkmalverzeichnis ist der Meilenstein unter der Erfassungsnummer 094 66220 als Kleindenkmal verzeichnet.
Bei dem Meilenstein von Gleina handelt es sich um einen preußischen Viertelmeilenstein aus dem frühen 19. Jahrhundert in Form einer kleinen Glocke. Er befindet sich am östlichen Ortseingang, vor dem Gewerbegebiet auf der nördlichen Straßenseite an der Kreisstraße 2214. Die alte Führung der Bundesstraße 180 verlief auf der heutigen K 2214 entlang und wurde hier vor 1845 als Staatschaussee 73 von Naumburg über Zeitz nach Altenburg erbaut. Der Meilenstein ist ein Zeugnis des systematischen Wege- und Distanzangabesystems der preußischen Verkehrsgeschichte und wurde 2017 unter Denkmalschutz gestellt.